# Rachim Čakchiev
Rachim Ruslanovič Čakchiev (in russo Рахим Русланович Чахкиев?; Tobol'sk, 11 gennaio 1983) è un pugile russo, medaglia d'oro nei pesi massimi ai Giochi Olimpici di Pechino 2008.

## Carriera pugilistica
Campione del mondo militare dei pesi massimi nel 2006 (titolo ottenuto contro l'uzbeko Jusur Mazhanov), ha battuto anche Osmay Acosta ai mondiali a squadre dello stesso anno (che hanno però visto la Russia soccombere proprio contro la rappresentativa cubana).
In patria, ha ottenuto il titolo di campione nel 2007 sconfiggendo Roman Romančuk, che lo aveva, invece, sconfitto nel 2006.
Ai mondiali di Chicago del 2007 è stato sconfitto solo in finale dall'italiano Clemente Russo. In precedenza aveva eliminato l'azero Elchin Alizade e il francese John M'Bumba.
Nel 2008, si è però preso la rivincita contro il pugile italiano, battendolo 4-2 nella finale per il titolo olimpico.